# Frag eXecutors
Frag eXecutors – polska drużyna sportów elektronicznych, założona w 1997 roku przez trójkę graczy Quake Worlda z Bydgoszczy. Początkowo zespół skupiał się na grach serii Quake, w 2001 roku na Counter-Strike, a w 2005 roku stał się multiplatformową drużyną sportów elektronicznych. W 2013 roku drużyna zawiesiła działalność.
Zespół i marka Frag eXecutors należały do firmy Fx Entertainment Sp. z o.o. Sponsorem głównym drużyny był szwedzki producent akcesoriów dla graczy komputerowych, firma QPAD.

## Historia

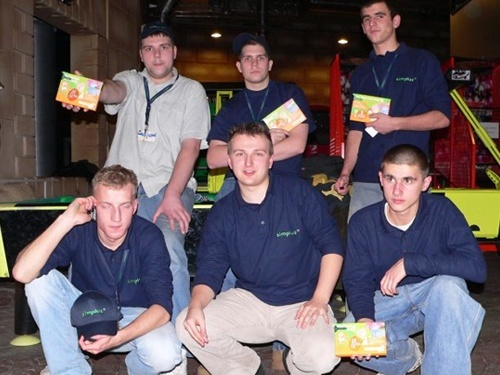
Frag eXecutors.Simplus

Zespół został założony w 1997 roku z inicjatywy Dariusza „Simona” Maciejewskiego. W 1998 i 1999 zwyciężyli w ligach mających status nieoficjalnych mistrzostw Polski, w 2000 zajęli drugą a w 2001 trzecią lokatę. W roku 1999 drużyna wywalczyła awans do najlepszej ósemki międzynarodowej ligi DeCL, pokonując między innymi niemieckie SK Gaming. Z powodu braku funduszy Frag eXecutors nie pojawiło się na finałach.
W 2001 roku gracze Frag eXecutors rozpoczęli trenowanie gry w Counter-Strike’a, by rok później całkowicie zrezygnować z Quake'a. W 2003 roku drużyna po raz pierwszy znalazła się na podium polskich eliminacji do World Cyber Games, zajmując trzecie miejsce za Aristocracy i SpecSterem (które rok później stworzyły Team Pentagram). Sukces udało się powtórzyć rok później, doszło do tego trzecie miejsce w Poznań Game Arena. Rok 2004 był okresem gwałtownych zmian w drużynie – Frag eXecutors reprezentowały trzy drużyny Counter-Strike’a. Bydgoska grupa założycieli Fx ustąpiła miejsca młodym graczom. Pojawił się też duet menedżerów: Adrian „Ziggy” Witkowski i Mateusz „OzoN” Głowiński.

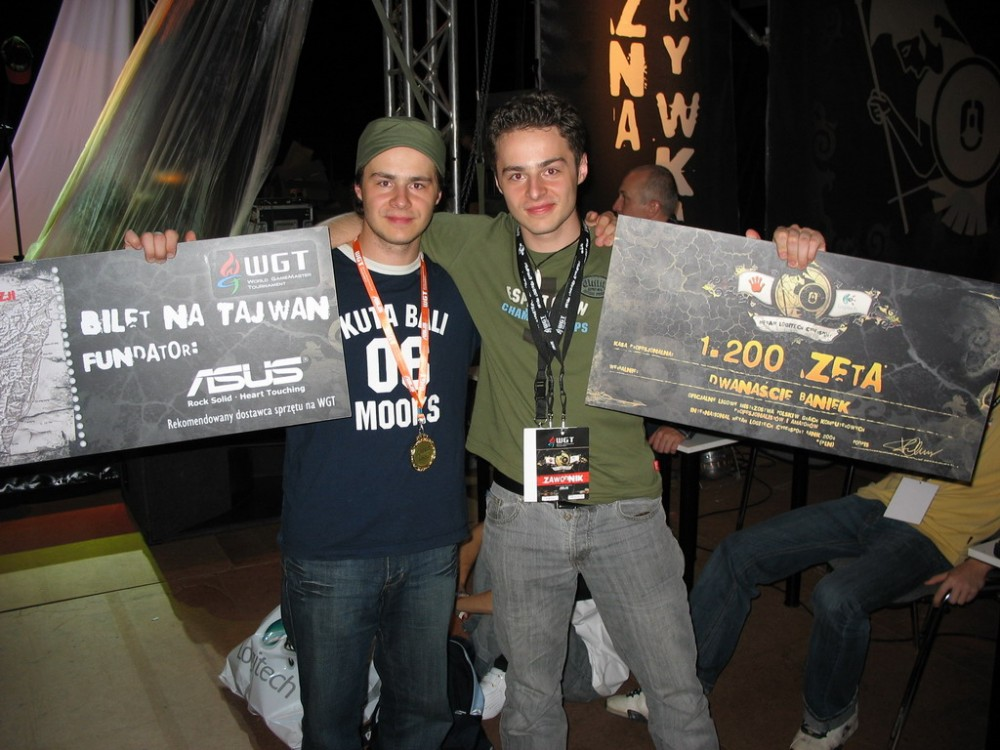
Fx.Quake: matr0x i STING

W ciągu roku zamienili oni drużynę w profesjonalną, multigamingową organizację - 6 grudnia 2005 roku Frag eXecutors pozyskało sponsora tytularnego, firmę Simplus (która wspierała drużynę do stycznia 2007). Zespół zadebiutował też na arenie międzynarodowej – zdobył drugie miejsce w kwalifikacjach do turnieju ACON5. W związku z tym, że zwycięska drużyna nie mogła wyjechać do Chin, prawo reprezentowania Polski otrzymała drużyna Frag eXecutors. Na turnieju ACON5 zespół uplasował się na siódmym miejscu. Zwieńczeniem roku było drugie miejsce w pierwszej edycji Heyah Cybersport wśród profesjonalistów. Ponadto do drużyny powrócili gracze Quake'a w osobach bliźniaków Mateusza i Szymona Ożgów, w tym czasie najbardziej utytułowanych polskich graczy tej platformy. Pojawiła się także żeńska dywizja Counter-Strike’a. Przez pewien czas zespół reprezentował również drugi męski skład złożony z czeskich graczy.

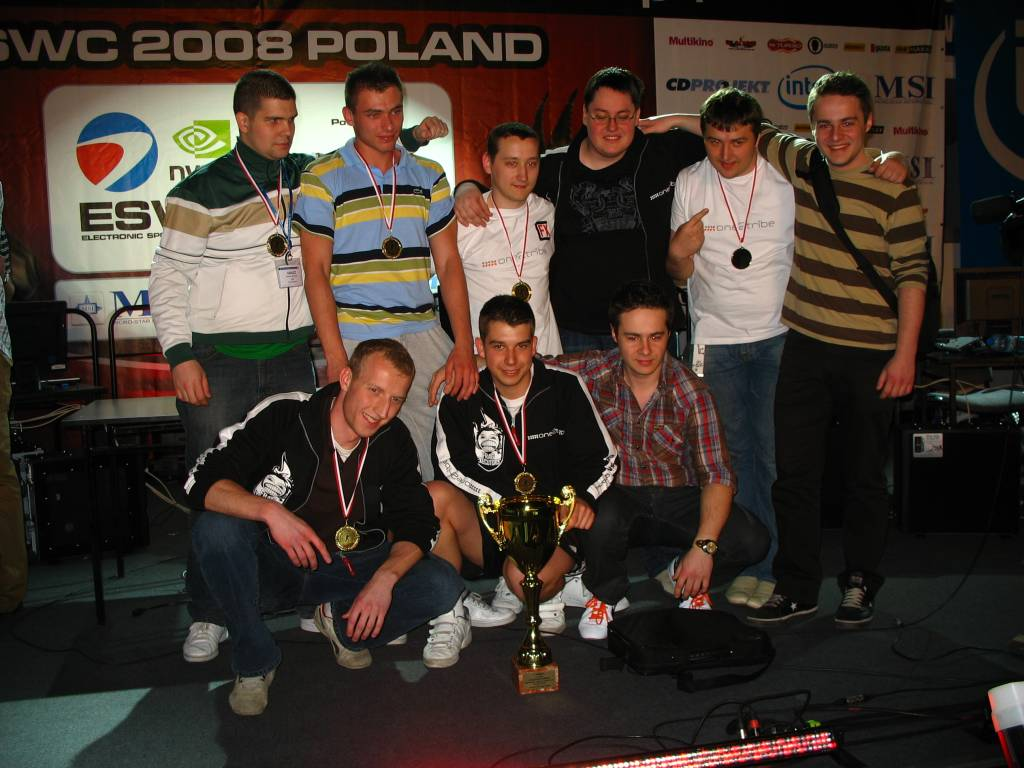
Drużyna Fx na ESWC 2008

Od 2006 roku zespół toczył nieustanną walkę z Pentagramem o dominację w krajowych rozgrywkach. W Counter-Strike’u reprezentująca barwy PGS-u „Złota Piątka” była poza zasięgiem Fx, w Quake'u z kolei dominował Mateusz „matr0x” Ożga. Do zespołu Quake'a dołączyli także dwaj kolejni gracze, Michał „Cs3” Ryński i Arkadiusz „rutt” Kozieradzki, którzy przez najbliższe dwa lata dzielili między sobą złote medale na najważniejszych polskich turniejach, wykorzystując nieobecność polskiego mistrza świata, Macieja „avka” Krzykowskiego. Największym sukcesem dywizji Quake'a było zajęcie wszystkich miejsc na podium podczas Poznań Game Arena 2006. Ponadto zespół pokonał rywali z PGS-u w finale drużynowej Polskiej Ligi Quake'a 4.
Na początku 2007 roku po odejściu sekcji Counter-Strike’a do Fear Factory zespół tymczasowo zawiesił działalność jako Frag eXecutors. Gracze Quake'a występowali w tym czasie pod nazwą illmatic esports club i w tych barwach Arkadiusz „rutt” Kozieradzki zajął drugie miejsce w eliminacjach ESWC 2007. W lipcu tego samego roku drużyna Counter-Strike’a powróciła do Frag eXecutors i obie sekcje ponownie zaczęły grać wspólnie pod dawną nazwą. Jednocześnie swoją premierę miał portal Frag-eXecutors.com.
Rok 2008 był najbardziej udanym dla Fx przed przybyciem „Złotej Piątki”. Drużyna zdobyła dwa pierwsze miejsca w krajowych eliminacjach do Electronic Sports World Cup – wywalczyła je dywizja Counter-Strike’a oraz matr0x, dla którego było to drugie takie zwycięstwo w barwach Fx (pierwsze odniósł w 2006 roku). Gracze Frag eXecutors reprezentowali Polskę na mistrzostwach świata w San Jose, gdzie w swoich konkurencjach uplasowali się na 9. miejscach. Drużyna Counter-Strike’a pod wodzą Jakuba „tjb” Barczyka podczas hiszpańskiego turnieju GameGune dostała się do pierwszej ósemki. Do drużyny dołączył zawodnik Need for Speeda Hubert „Gooral” Poczwardowski, zajął drugie miejsce w kwalifikacjach do World Cyber Games i finałach Heyah Logitech Cybersport. W organizacji na krótko pojawiła się także drużyna gry piłkarskiej FIFA.
Rok 2009 był czasem przestoju – po niemal pięciu latach wspólnej gry drużyna Counter-Strike’a rozwiązała się, zajmując drugie miejsce w pierwszej polskiej edycji ESL Pro Series. Frag eXecutors rozwiązali też sekcje Counter-Strike’a kobiet, FIFY i Need for Speeda, pozostawiając w składzie jedynie graczy Quake'a. Pod koniec 2009 drużyna powróciła do rywalizacji w Counter-Strike’u, anonsując pozyskanie pięciokrotnych mistrzów świata na tej platformie - polskiego zespołu AGAiN, który wcześniej reprezentował barwy PGSPokerStrategy.com czy MeetYourMakers. Zespół przyjął także 14-letniego wówczas gracza Quake'a Live - Emila „daxia” Lanusznego.

### Złota Piątkai Guns Are Drawn

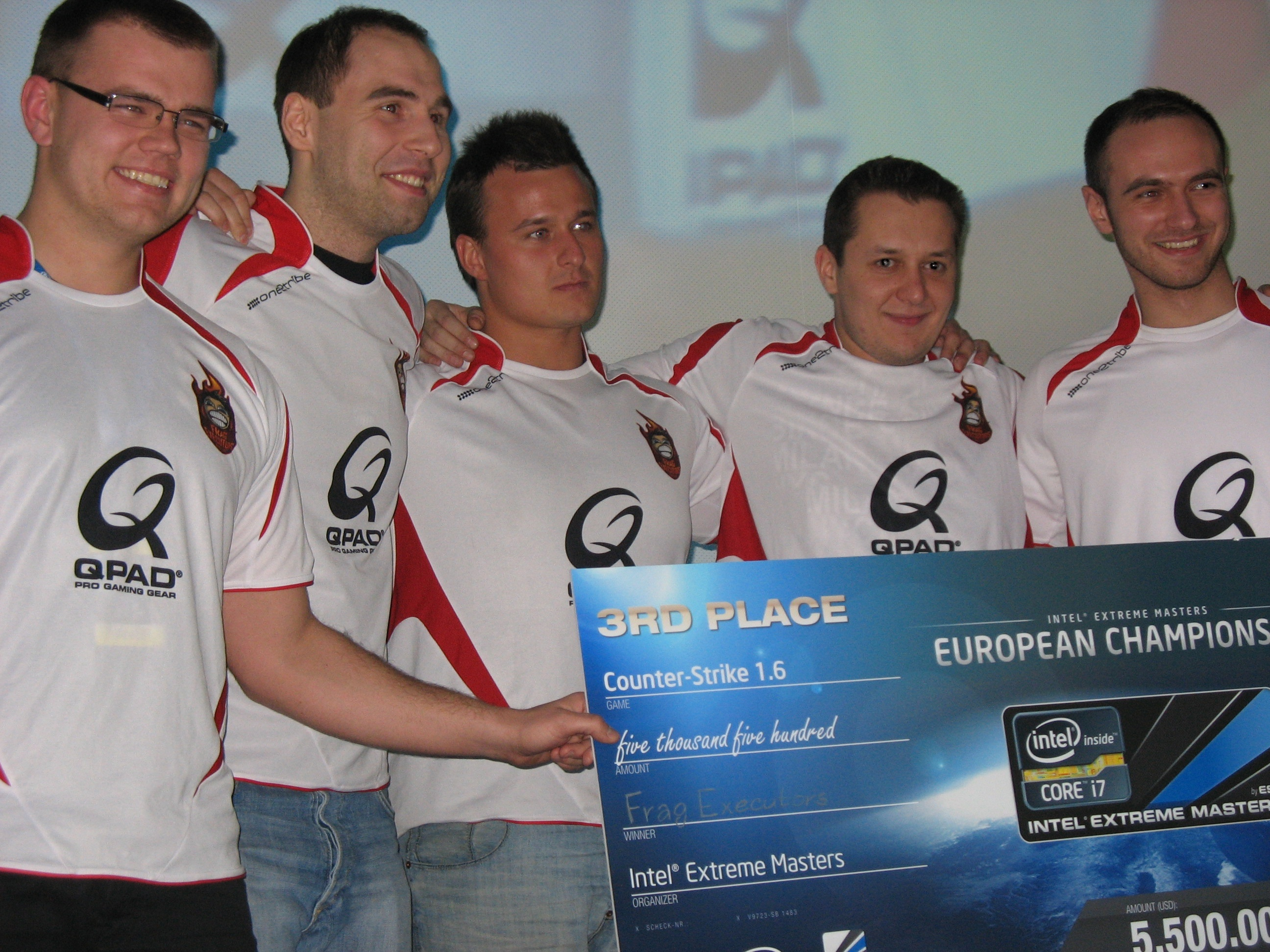
„Złota Piątka” w barwach Fx

Pod koniec 2009 roku zespół zaangażował się w kampanię reklamową Guns Are Drawn – wirtualnej szkoły graczy komputerowych pozwalającej młodym esportowcom na naukę od najlepszych. Twarzami Guns Are Drawn zostali gracze drużyny AGAiN: Jakub „kuben” Gurczyński, Mariusz „Loord” Cybulski, Filip „Neo” Kubski i Wiktor „TaZ” Wojtas, którzy wspólnie z Łukaszem „LUqiem” Wnękiem zdobyli drugi złoty medal World Cyber Games. 16 lutego 2010 roku drużyna Fx ogłosiła pozyskanie drużyny AGAiN i jednoczesne dołączenie do składu Jarosława „pashy” Jarząbkowskiego w miejsce Wnęka. Był to pierwszy przypadek podpisania przez polski zespół esportowy w pełni profesjonalnych, etatowych kontraktów z zawodnikami od czasu PGSPokerStrategy.com.
Drużyna zwyciążyła w koreańskim festiwalu sportów elektronicznych e-Stars Seul i zdobyła brązowy medal World Cyber Games 2010 w Los Angeles. Gurczyński, Cybulski, Kubski i Wojtas stali się pierwszymi graczami komputerowymi mającymi w dorobku trzy medale tej imprezy. Drużyna wygrała także Ligę Cybersport.
Frag eXecutors oficjalnie ogłosiło zawieszenie działalności w lipcu 2013 roku.

## Zarząd
- Adrian „Ziggy” Witkowski
- Łukasz „lecho” Leśniewski
- Maciej „Psycho Mantis” Stępnikowski
- Adam „lol2x” Kaput

## Gracze[14]
- Counter-Strike

Filip „pionas” Pionka
Łukasz „LUq” Wnęk
Marek „Scyth” Kapusto
Jakub „tjb” Barczyk
Wojciech „SkejtoN” Murawski
Dariusz „daen” Wyżga
Piotr „pitek” Radomski
Grzegorz „minipitek” Radomski
Bogdan „izzy” Wójcik
Artur „BEn” Ostrach
Artur „dOK” Kaleta
Jakub „kuben” Gurczyński
Mariusz „Loord” Cybulski
Filip „Neo” Kubski
Jarosław „paszaBiceps” Jarząbkowski
Wiktor „TaZ” Wojtas
- Seria Quake

Michał „Cs3” Ryński
Arkadiusz „rutt” Kozieradzki
Emil „daxio” Lanuszny
Mateusz „matr0x” Ożga
Szymon „STING” Ożga
- Seria FIFA

Bartosz „Bartas” Tritt
Maciej „beLu” Bełus
Kamil „Falcon” Sokołowski
Piotr „Anon1m” Jakubowski
- Seria Need for Speed

Hubert „Gooral” Poczwardowski

## Wyniki[15]

### Counter-Strike
- Krajowe

1. East Games United (2011, Białystok)
1. Wielka Gala Cybersport (2010, Warszawa)
1. Electronic Sports World Cup Polska (2010)
1. World Cyber Games Polska (2010, Warszawa)
2. ESL Pro Series Polska (2009, Warszawa)
1. AlleGra (2008, Poznań)
3. World Cyber Games Polska (2008, Warszawa)
1. Electronic Sports World Cup Polska (2008, Poznań)
2. KODE5 Polska (2008, Warszawa)
2. Poznań Game Arena (2007, Poznań)
2. Heyah Logitech Cybersport (2007, Warszawa)
3. Poznań Game Arena (2006, Poznań)
2. Heyah Logitech Cybersport (2006, Warszawa)
2. World Cyber Games Polska (2006, Warszawa)
2. Heyah Cybersport (6.12.2005, Warszawa)
2. ACON5 (2005, Poznań)
3. Poznań Game Arena (2004, Poznań)
3. World Cyber Games Polska (2004, Warszawa)
3. World Cyber Games Polska (2003, Warszawa)
- Międzynarodowe

1. Copenhagen Games (2011, Kopenhaga)
2. Intel Challenge Supercup #7 (2011, Kijów)
2. Intel Extreme Masters V World Championship (2011, Hanower)
3. Intel Extreme Masters V European Championship (2011, Kijów)
4. DreamHack Winter (2010, Jönköping)
3. World Esports Masters (2010, Hangzhou)
3. World Cyber Games (2010, Los Angeles)
1. e-Stars Seul (2010, Seul)
2. GameGune (2010, Bilbao)
9. Electronic Sports World Cup (2010, Paryż)
9. Arbalet Cup Europe (2010, Sztokholm)
5. The Gathering (2010, Hamar)
7. Intel Extreme Masters IV World Championship (2010, Hanower)
9. Electronic Sports World Cup (2008, San Jose)
7. GameGune (2008, Londyn)
9. World Series of Video Games (2006, Bilbao)
7. ACON5 (2005, Xian)

### Seria Quake
- Krajowe

2. M. Ożga - Quake Lenovo Cup (2010, Warszawa)
3. S. Ożga - Quake Lenovo Cup (2010, Warszawa)
2. M. Ożga - Cybersport Games Festival (2010, Łódź)
3. S. Ożga - Cybersport Games Festival (2010, Łódź)
1. M. Ożga - Electronic Sports World Cup Polska (2008, Poznań)
1. M. Ożga - Poznań Game Arena (2007, Poznań)
1. M. Ożga - Heyah Logitech Cybersport (2007, Warszawa)
2. A. Kozieradzki - Electronic Sports World Cup Polska (2007, Poznań)
3. A. Kozieradzki - Poznań Game Arena (2006, Poznań)
2. A. Kozieradzki - eXtreme Cup (2006, Warszawa)
2. M. Ryński - Poznań Game Arena (2006, Poznań)
1. Polska Liga Quake'a 4 (2006)
1. M. Ożga - Heyah Logitech Cybersport (2006, Warszawa)
1. M. Ożga - Poznań Game Arena (2006, Poznań)
1. M. Ożga - Electronic Sports World Cup (2006, Poznań)
2. Official Polish Quake League (2001)
2. Polska Liga Klanów (2000)
1. Liga AGLS (1999)
1. Big8pl (1998)
- Międzynarodowe

9. M. Ożga - Electronic Sports World Cup (2008, Paryż)
9. M. Ożga - ESWC Masters of Paris (2008, Paryż)
1. M. Ryński - Clanbase EuroCup XIV (2007)
3. M. Ryński - Clanbase EuroCup XIII (2006)
9. M. Ryński - World Series of Video Games (2006, Londyn)
13. M. Ożga - World Series of Video Games (2006, Londyn)
24. M. Ożga - Electronic Sports World Cup (2006, Paryż)
7. DeCL, (2000, Niemcy)

### Wyniki w innych grach
- America’s Army

2. Heyah Logitech Cybersport, (2006, Warszawa)
- Counter-Strike kobiet

3. ESL Pro Series Polska (2009, Warszawa)
- FIFA

7. ESL Major Series (2008)
- Enemy Territory: Quake Wars

2. Vectra ET: QW Cup (2007, Radom)
- Seria Need for Speed

1. H. Poczwardowski - Logitech Spring Cup (2008)
1. H. Poczwardowski - Need for Speed-Link Cup (2008)
2. H. Poczwardowski - Heyah Logitech Cybersport (2008, Warszawa)
2. H. Poczwardowski - World Cyber Games Polska (2008, Warszawa)
2. H. Poczwardowski - Heyah Cybercup (2008, Olsztyn)